# 安德烈·克拉夫庫克
安德烈·尤里耶维奇·克拉夫丘克（俄語：Андрей Юрьевич Кравчук，羅馬化：Andrei Yurievich Kravchuk，1962年4月13日—），俄羅斯男導演及編劇。較知名的作品如2016年電影《維京傳說：寒冰交鋒》。

## 早年
安德烈·克拉夫庫克的父親是海軍工程師，母親是醫生。

## 私生活
克拉夫庫克的妻子是設計師，並在結婚前就育有兩名年幼兒子。

## 作品列表

### 電影
- 2000：《聖誕之謎（英语：The Christmas Miracle）》
- 2005：《尋找幸福的起點（英语：The Italian (2005 film)）》
- 2008：《无畏上将高尔察克》
- 2016：《維京傳說：寒冰交鋒（英语：Viking (film)）》
- 2019：《救國同盟（英语：Union of Salvation (film)）》
- 2022：《戰回敘利亞（英语：Palmira (film)）》
- 2022：《彼得一世：末代沙皇與第一位皇帝（英语：Peter I: The Last Tsar and the First Emperor）》

### 電視
- 1999：《破燈街（英语：Streets of Broken Lights）》
- 2001：《Agent natsional'noy bezopasnosti》
- 2002：《Chyornyy voron》
- 2004：《Gospoda ofitsery》
- 2009：《Admiral》

## 外部連結
- 安德烈·克拉夫庫克在互联网电影资料库（IMDb）上的資料（英文）